# Tethering
Tethering neboli phone-as-modem (PAM) je technika využívání internetového připojení mobilního zařízení jiným zařízením (např. využívání internetové připojení mobilního telefonu počítačem). Propojení mezi oběma zařízeními je zpravidla realizováno bezdrátově, pomocí WLAN (Wi-Fi) nebo Bluetoothu, ale může být použito i drátové propojení, např. pomocí rozhraní USB.
Při propojení pomocí bezdrátové sítě se často používá označení personální hotspot nebo mobilní hotspot. Bezdrátový přístup bývá zabezpečen pomocí PIN nebo hesla.
Tethering umožňují mobilní zařízení se systémem Android (od verze 2.2), iOS (od verze 3.0), Windows Phone (od verze 7)
Mobilní zařízení obvykle provádí Network address translation (NAT).